# Sun Lakes (Arizona)
Sun Lakes ist ein Census-designated place im Maricopa County im US-Bundesstaat Arizona. Das U.S. Census Bureau hat bei der Volkszählung 2020 eine Einwohnerzahl von 14.868 ermittelt.
Sun Lakes hat eine Fläche von 13,6 km². Die Bevölkerungsdichte beträgt 1.093 Einwohnern pro km². 

## Geographie
Sun Lake befindet sich zwischen der Interstate 10 und den Arizona State Routes 87 sowie 587.